# Santuario di Iside e della Magna Mater
Il santuario di Iside e della Magna Mater è un santuario del I-III secolo della città romana di Mogontiacum, capitale della provincia romana della Germania superiore (oggi Magonza, in Germania).
È stato rimesso in luce nel 1999, nel corso di lavori per la costruzione di una galleria commerciale ("Römerpassage") nel centro cittadino. Le iscrizioni votive rinvenute testimoniano un legame del luogo di culto con la dinastia flavia.
Nella galleria commerciale è stato allestito un piccolo museo, che ospita i resti archeologici del santuario e una scelta dei reperti rinvenuti negli scavi ed è arricchito da una ricostruzione multimediale del santuario.

## Contesto storico
La presenza Roma antica a Magonza era iniziata nel 13-12 a.C. con la costruzione di un accampamento militare in corrispondenza dell'attuale sobborgo di Kästrich, presso il quale si venne presto a creare un insediamento civile, che a sua volta venne dotato in età flavia di edifici pubblici (terme, teatro, templi), tra cui il santuario rinvenuto nel 1999.
Le iscrizioni dedicatorie provano la dedica del santuario alla dea egizia Iside (con gli epiteti di Panthea e di Regina) e alla Magna Mater (anche indicata come Mater Magna), il cui culto era stato probabilmente introdotto dalle truppe romane stanziate nella regione Il culto di Iside aveva acquistato rilevanza sotto i Flavi e probabilmente il luogo di culto di Mogontiacum fu eretto per volere imperiale, come sembrano provare i marchi rinvenuti sui blocchi di pietra della costruzione. La datazione del santuario in età flavia permette di riconoscerlo come il più antico esempio conosciuto della diffusione dei culti orientali in queste regioni nordiche.
Il santuario rimase attivo per circa 250 anni e fu ingrandito a più riprese e rimase compreso all'interno delle mura cittadine. Alla fine del III secolo il culto venne abbandonato e il tempio andò in rovina. Dopo il 1330 venne edificato nella zona un convento di monache clarisse e il Wamboldter Hof, seguiti da altri monasteri e dimore aristocratiche.

## Scoperta dei resti del santuario
Nel 1999, durante i lavori in un isolato del centro cittadino per la costruzione di un centro commerciale, furono condotte delle indagini archeologiche ad opera della sezione di Magonza della direzione al patrimonio della Renania-Palatinato, in quanto si supponeva che nella zona passasse l'antica via romana tra il campo legionario e il ponte sul fiume Reno. A 5 m di profondità si rinvenne una sepoltura della cultura di Hallstatt, datata al 680-650 a.C. e i resti del santuario.
Inizialmente si era previsto che dopo gli scavi, completati nel 2001, i resti rinvenuti fossero asportati per consentire comunque la costruzione del centro commerciale, secondo il progetto originario, ma una petizione di cittadini promossa dall'associazione "Iniziative Römisches Mainz" indusse le autorità cittadine a conservare i resti in un apposito sotterraneo del nuovo edificio. I costi dell'allestimento furono sostenuti dal comune di Magonza e dal land della Renania-Palatinato e il 30 agosto del 2003 venne inaugurata la "Taberna archaeologica", sistemata nel nuovo centro commerciale.

## Descrizione del santuario

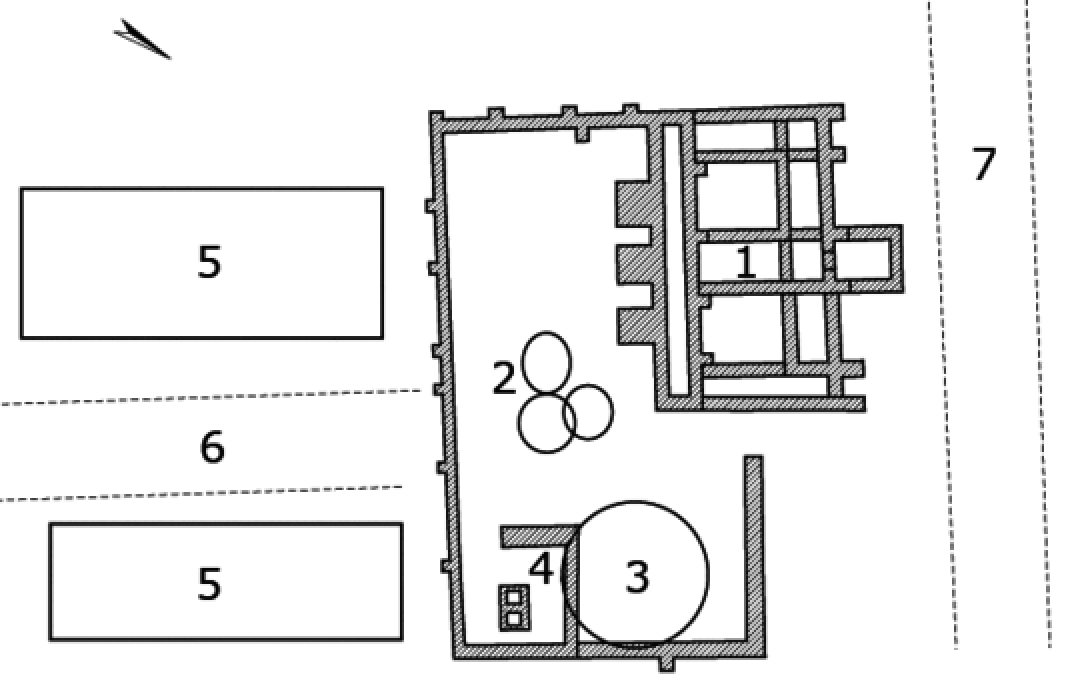
Pianta del santuario di Iside e della Magna Mater di Mogontiacum nel II-III secolo.
1 Ambienti del santuario. 2 Resti delle offerte. 3 Tumulo hallstattiano. 4 Deposito delle offerte. 5 Ambienti in legno annessi al santuario. 6 Strada romana. 7 Strada romana tra il campo militare romano e il ponte sul fiume Reno.

Il santuario è costituito da uno spazio consacrato racchiuso da un muro di cinta, all'interno del quale sono ospitate diverse strutture. Fu eretto su terreno sgombro da precedenti costruzioni ai margini della strada romana tra l'accampamento militare romano e il ponte sul fiume Reno nell'ultimo terzo del I secolo. A quest'epoca doveva essere ancora visibile il tumulo della tomba hallstattiana, che aveva probabilmente fatto già considerare il luogo come sacro.
Al santuario si accedeva da un diverticolo laterale che si staccava dalla via principale. Davanti all'ingresso sorgeva una latrina e delle costruzioni in legno equipaggiate con focolare e fontana, che potevano essere utilizzate come luogo di riunione e di culto.
All'interno del recinto sacro si trovavano due tempietti rettangolari. Nel corso del II secolo le strutture furono costituite da due ambienti simmetrici circondati da ambienti minori. Una sala centrale era riservata alle abluzioni rituali. Questa costruzione era preceduta da tre massicci zoccoli in pietra che svolgevano presumibilmente la funzione di altari. All'interno del recinto erano inoltre presenti tracce di numerosi focolari con rilievi votivi bruciati e delle fosse.
Le strutture erano state costruite con muri in materiale povero sostenuti da armature di travi in legno, sostenuti da uno zoccolo in pietra e rivestiti da intonaco affrescato e con decorazioni in stucco, di cui si sono rinvenuti i frammenti (uno dei frammenti maggiori mostra il dio Anubi raffigurato su fondo rosso). Il pavimento era probabilmente in terra battuta e il tetto era coperto da tegole in terracotta e legno. Sui mattoni si sono rinvenuti numerosi sigilli militari delle legioni stanziate nel campo militare.

## Collezione museale

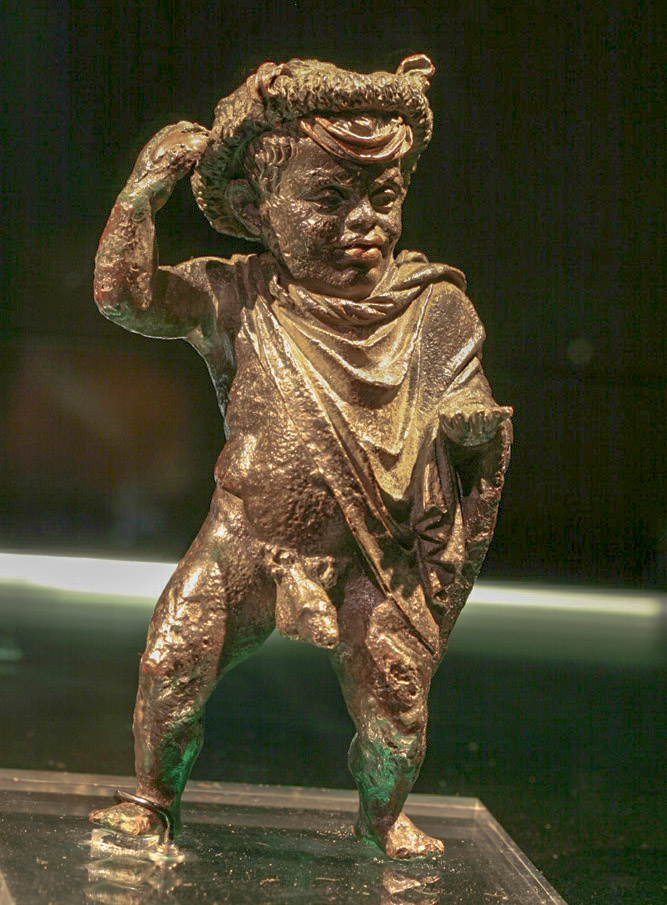
Statuetta in bronzo di un nano rinvenuta nel santuario

Uno dei ritrovamenti di maggiore qualità è rappresentato da una statuetta in bronzo raffigurante un nano, con ghirlanda sul capo e mantello sulle spalle. Numerose statuette di divinità in bronzo o in argilla, tra cui in particolare di Mercurio e di Venere, statuette di animali che rappresentavano una sostituzione per animali sacrificati, monete e altri oggetti facevano parte delle offerte al santuario. Alcune figure di personaggi maschili armati si riferiscono ai Pausarii, membri del personale del santuario, organizzati militarmente per le celebrazioni del culto.
Sono state rinvenute anche circa 300 lucerne, per lo più effettivamente utilizzate durante i riti e deposte dopo questi insieme alle altre offerte, mentre alcune più grandi dovevano far parte dell'arredo del santuario. Numerose tavolette votive hanno permesso di riconoscere le divinità alle quali il santuario era stato dedicato: una di queste riporta una dedica di un'offerta alla Mater Deum ("madre degli dei") ordinata da parte del figlio maggiore di Vespasiano, il futuro imperatore Tito. Altre due gemelle, sono dedicate rispettivamente alla Mater Magna e a Iside Panthea da parte della liberta imperiale Claudia Icmas e di altri due personaggi, per la salute dell'imperatore, del popolo e del senato romano e del loro esercito.
Nelle fosse del santuario sono state rinvenute anche le tracce degli animali e dei cibi offerti (ossa di uccelli, resti carbonizzati di focacce, noccioli di frutta, resti di pigne e di uova) e resti di vasi per libagioni.
Una particolare menzione meritano le 34 maledizioni rinvenute nelle fosse. Le tabulae defexionis, piccole pergamene arrotolate o ripiegate su una tavoletta, con formule di maledizione contro gli autori di furti o, in un caso, contro una rivale in amore, erano proibite dal diritto romano come pratica magica, ma l'uso era tuttavia continuato in forma non ufficiale. I biglietti di maledizione rinvenuti, redatti nei caratteri della capitale quadrata o della scrittura corsiva, riportano formule esecratorie in latino volgare o classico, talvolta con espedienti retorici. A queste sono abbinate anche figurine d'argilla rozzamente modellate a mano, che recano tracce di punture di spilli, soprattutto sul petto, destinate a rappresentare magicamente l'avversario a cui era destinata la maledizione. Una di queste figurine è dotata anche di una lamina in piombo con il nome della vittima.

## Necropoli della cultura di Hallstatt

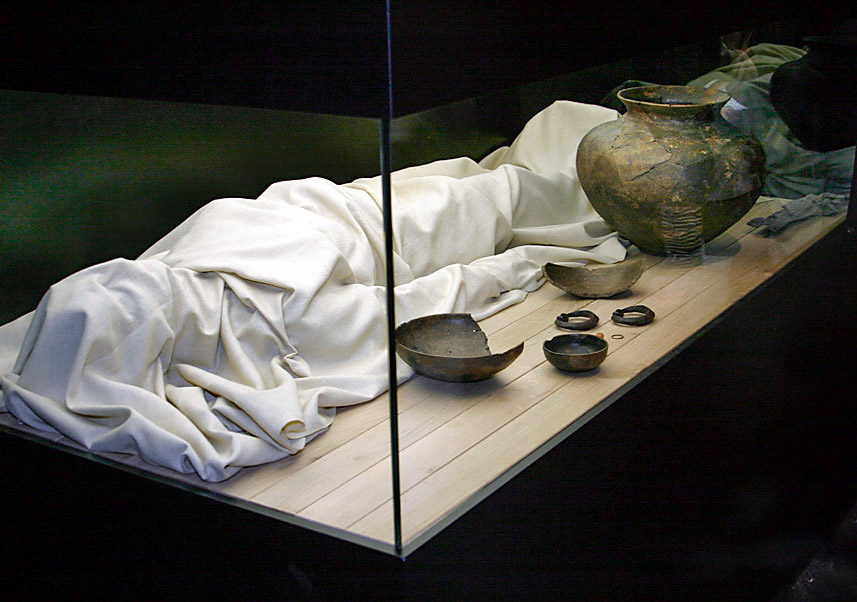
Ricostruzione della tomba hallstattiana nella "Taberna archaeologica"

Negli scavi del santuario si sono rinvenute diverse sepolture appartenenti alla cultura di Hallstatt: si tratta di una serie di tombe a fossa, diverse delle quali in origine coperte da un tumulo, in seguito scomparso. Tra queste una tomba di un personaggio femminile di rango elevato, che sebbene saccheggiata, ha restituito alcuni oggetti del corredo funerario. La tavola di legno sulla quale il corpo era stato deposto ha permesso di datare la sepoltura per mezzo della dendrocronologia al 680-650 a.C. Le ossa della defunta, sebbene disperse, hanno permesso di appurare che la defunta aveva tra i 35 e i 45 anni ed era alta 1,59 cm, rientrando nella media della statura femminile di quest'epoca; la causa del decesso non è stata accertata, ma si è potuto appurare che la donna soffriva di artrosi alle ginocchia.